# Горішнє Залуччя
Горі́шнє Залу́ччя — село в Україні, у Снятинській міській громаді Коломийського району Івано-Франківської області. До 1947 року село називалося Залуччя над Черемошем.
Відповідно до Розпорядження Кабінету Міністрів України від 12 червня 2020 року № 714-р «Про визначення адміністративних центрів та затвердження територій територіальних громад Івано-Франківської області» увійшло до складу Снятинської міської громади.

## Історія
Перша письмова згадка про село датована 1441 роком.
Згадується 5 травня 1449 року в книгах галицького суду.
За часів Австро-Угорщини входило до складу Снятинського повіту.
Село завжди було активне у політичному житті. В часи Австро-Угорської імперії вперто і тривалий час боролося за православну церкву. В 1914 році австроугорські вояки на Липовій алеї (вела до панського двору) на горі біля церкви повішали 21 залучанана, звинуваченого у русофільстві. На їх пам'ять при дорозі зі Снятина біля спуску з горба встановлений камінний хрест. Був знищений комуністами у 1963 році, відновлений в часи незалежності України.
У 1934—1939 рр. село було центром гміни Залуче.
Офіційний поділ Залуччя на Долішнє і Горішнє відбулося зразу ж по закінченні Другої світової війни. У 1958 році в селі проживало 2875 мешканців. Нині нараховується 1222 двори.

## Сьогодення

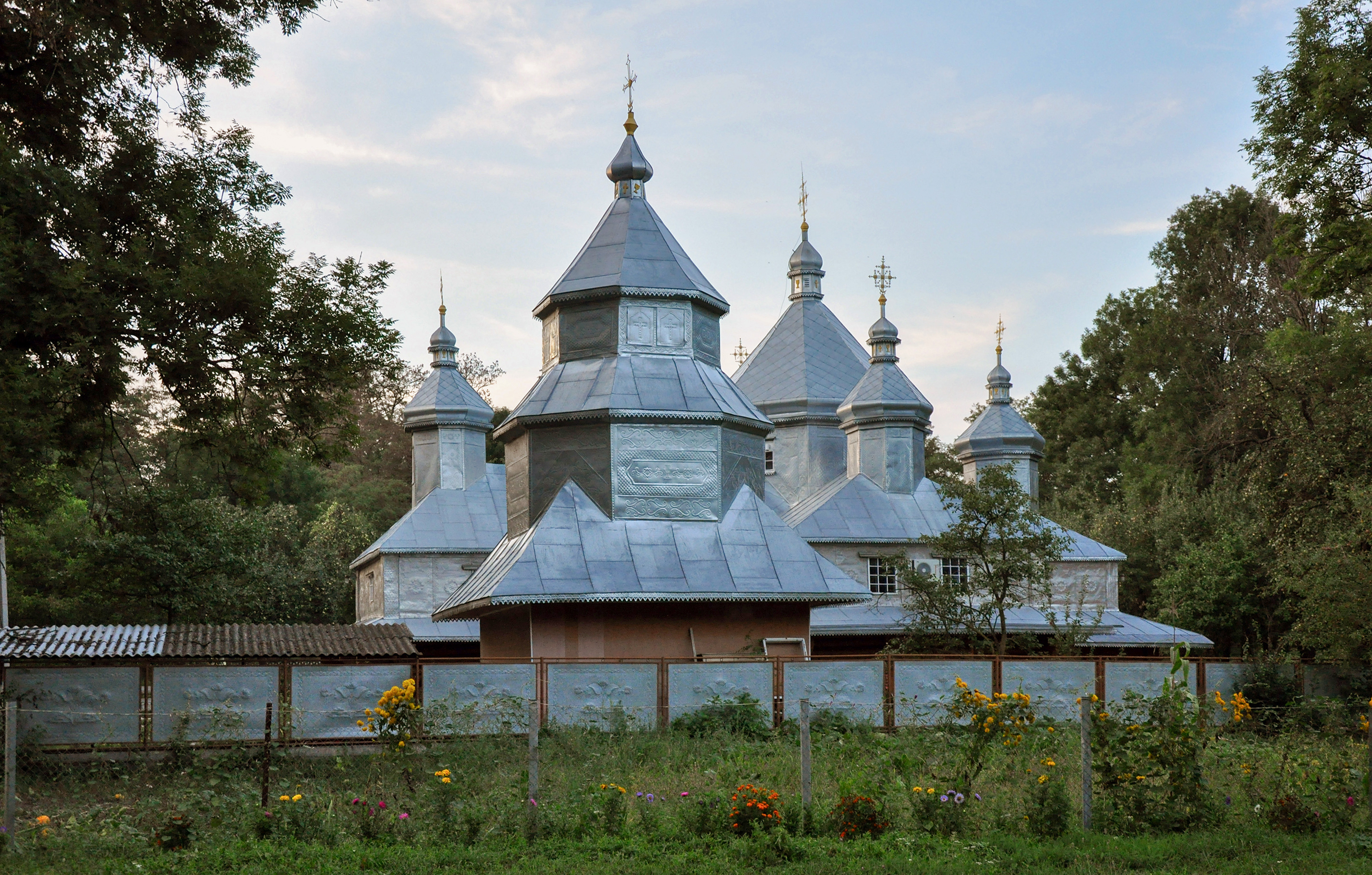
Церква Собору Пресвятої Богородиці

На території села розміщені дві школи І-ІІІ та І-ІІ ступенів, дві Православні церкви й одна Греко-католицька, клуб, лікарська амбулаторія, сільська бібліотека, ясла-садок «Ромашка», ФАП, два відділення поштового зв'язку, відділення Ощадбанку, психо-соматичне відділення Снятинської ЦРЛ, дитячий будинок-інтернат, спиртзавод, три фермерські господарства, ряд об'єктів торгівлі.
У селі встановлено два пам'ятники Т. Г. Шевченку, насипана могила «Борцям за волю України», пам'ятні хрести на честь скасування панщини та проголошення ЗУНР, пам'ятник односельчанам, які загинули в роки Другої світової війни. Гордістю села є відновлена могила священика, вчителя, засновника у 1825 році першої народної школи в Галичині о. Степана Григоровича (1787—1843).

## Населення

### Мова
Розподіл населення за рідною мовою за даними перепису 2001 року:
| Мова       | Кількість | Відсоток |
| ---------- | --------- | -------- |
| українська | 1294      | 99.77%   |
| російська  | 2         | 0.15%    |
| польська   | 1         | 0.08%    |
| Усього     | 1297      | 100%     |

## Відомі люди
- Іґнатій Ґудима — священик-москвофіл, проповідник православ'я на Галичині. Парох місцевої православної церкви (1911—1912).
- Семен Шкурган — український співак (баритон) заслужений артист УРСР, педагог. Батько Андрія Шкургана.
- Станіслав Данилюк-Даниловський — генерал Війська польського.
- Петро Пащак  — церковний журналіст, житель села в 1945 — 1986.